# L'Incendiaire (film, 1908)
Pour les articles homonymes, voir L'Incendiaire.
 (juillet 2025).
Pour plus de détails, voir Fiche technique et Distribution.
L'Incendiaire est un film muet français réalisé par Louis Feuillade, sorti en 1908.

## Distribution
- Renée Carl
- Maurice Vinot
- Alice Tissot